# 坂本愛玲菜
坂本 愛玲菜（さかもと えれな、2000年〈平成12年〉9月12日 - ）は、日本のタレント、元アイドルであり、女性アイドルグループHKT48の元メンバーである。フリー。
福岡県出身。

## 略歴
友人に勧められて観賞した『チームH 「博多レジェンド」』公演で熊沢世莉奈のダンスに感銘を受け、熊沢が所属するHKT48のオーディションに応募。2013年8月4日に合格し、同年11月2日、『HKT48 ひまわり組「パジャマドライブ」公演』において、HKT48の第3期研究生として初お披露目された。
2016年3月30日、『HKT48 春のコンサートツアー〜サシコ・ド・ソレイユ 2016〜』のマリンメッセ福岡公演において、新設されたチームTIIのメンバーに昇格し、同年12月よりチームTIIとしての劇場公演を開始した。
2017年8月2日発売の「キスは待つしかないのでしょうか?」でシングル表題曲初選抜。同シングルのType-Cでは村重選抜として、田中菜津美作詞、坂本作曲による「恋するRibbon!」が収められている。
2018年6月、フジテレビNEXTの番組から生まれた『ガチンコ3』の姉妹ユニット『ガチンコ☆』（ガチンコスター）のメンバーに、春名真依（たこやきレインボー）、公野舞華（はちみつロケット）と共に選出。オリジナル曲「もっと、きっと。」を自ら作詞した。同年8月のTOKYO IDOL FESTIVALでは、ガチンコ☆として初日（8月3日）のステージに出演した他、HKT48として最終日（8月5日）の大トリを飾った。
同じチームTIIに属する村川緋杏の新型コロナウイルス感染が2021年8月5日に報じられたことから、PCR検査を受けた結果同月9日に陽性と診断された。同月21日から活動を再開している。
2025年1月15日、チームKⅣ「ここにだって天使はいる」公演にて、卒業発表をした。同年4月27日の卒業公演でHKT48を卒業。フリーランスで芸能生活を継続。

## 人物
- 愛称は「えれたん」。
- 小学生からピアノ、ヒップホップダンス、ロックダンスを習っていた[1]。
- レディー・ガガのような歌手になるのが夢[3][12]。
- 趣味は1人アカペラ、特技は即興ハモリ・ウェイクボード。
- チームHメンバーの秋吉優花、神志那結衣、豊永阿紀と共に『博多軽音部』を組み、SHOWROOMでライブを2回（2019年7月、2020年2月）配信していた[13]。また1期生だった植木南央を慕う『植木チルドレン』に参加したこともある[注釈 3]。
- AKB48チーム8の小田えりなとは、2018年9月23日に行われた「AKB48グループ 第2回ユニットじゃんけん大会〜空気を読むな、心を読め!〜」で『ザ・イーズ』というユニットを組んでいた[14]。同年12月16日の「第8回 AKB48紅白対抗歌合戦」[注釈 4]では、ザ・イーズとして先述の「もっと、きっと。」を歌唱している[15]。
- 3期生同期の田中美久（2001年生）と誕生日が同じ9月12日である。

## HKT48での参加曲

### シングル選抜楽曲
HKT48名義
- 「桜、みんなで食べた」に収録
  - 覚えてください - 「研究生」名義
- 「控えめI love you !」に収録
  - 今 君を想う
- 「12秒」に収録
  - ロックだよ、人生は…
  - 微笑みポップコーン - 「ポップコーンチルドレン」名義
- 「しぇからしか!」に収録
  - 恋の指先
- 「74億分の1の君へ」に収録
  - 図々しさを貸してちょうだい - 「ダイヤモンドガールズ」名義
- 「最高かよ」に収録
  - 空耳ロック - 「Team TII」名義
- 「バグっていいじゃん」に収録
  - 僕だけの白日夢 - 「プラチナガールズ」名義
  - HKT48ファミリー
- キスは待つしかないのでしょうか?
  - 恋するRibbon! - 「村重選抜」名義
- 「早送りカレンダー」に収録
  - Just a moment - 「幸せDAパンケーキ」名義
- 「意志」に収録
  - 誰より手を振ろう
  - いつだってそばにいる
  - 大人列車はどこを走っているのか？ - 「8%」名義
- 「3-2」に収録
  - おしゃべりジュークボックス - 「HKT48栄光のラビリンスCM選抜2020」名義[16]
  - 青春の出口
- 君とどこかへ行きたい（つばめ選抜）
- 「ビーサンはなぜなくなるのか?」に収録
  - 向日葵の水彩画
- 「君はもっとできる」に収録
  - クラクションでI love you ! - 「HKT48栄光のラビリンスCM選抜2022」名義
  - そういうことFebruary - 「Team KⅣ」名義
- 「バケツを被れ!」に収録
  - 待ちやがれ!
- 「僕はやっと君を心配できる」に収録
  - 最強アイドルよろしく!

AKB48名義
- 「ハイテンション」に収録
  - また あなたのことを考えてた - 「チームボーカル」名義
- 「センチメンタルトレイン」に収録
  - 波が伝えるもの - 「第10回世界選抜総選挙記念枠」名義

### アルバム収録楽曲
- 『092』に収録
  - ファンミーティング - 「F24」名義
- 『アウトスタンディング』に収録
  - 全然 変わらない

### 未音源化楽曲
- カギトナル（「HKT48、劇団はじめます - チームごりらぐみ」『不本意アンロック』主題歌）

### 劇場公演ユニット曲
HKT48研究生「脳内パラダイス」公演
- ほねほねワルツ[12]

HKT48ひまわり組「パジャマドライブ」公演
- 天使のしっぽ
- パジャマドライブ
- 鏡の中のジャンヌ・ダルク

HKT48ひまわり組 2nd Stage「ただいま恋愛中」公演
- 7時12分の初恋
- 純愛のクレッシェンド（宮脇咲良のユニットアンダー）
- 帰郷（秋吉優花のユニットアンダー）

チームTII 1st Stage「手をつなぎながら」公演
- この胸のバーコード
- Glory days
- ウィンブルドンへ連れて行って（今村麻莉愛のユニットアンダー）
- 雨のピアニスト（松本日向、山下エミリーのユニットアンダー）
- チョコの行方（荒巻美咲のユニットアンダー）

R24「博多リフレッシュ」公演
- ハートの独占権

チームTⅡ 2nd Stage「恋愛禁止条例」公演
- 恋愛禁止条例

チームKIV 3rd Stage「制服の芽」公演
- 思い出以上（岩花詩乃のユニットアンダー）
- 女の子の第六感（田中優香のユニットアンダー）
- 万華鏡（下野由貴のユニットアンダー）

チームKIV 4th Stage「ここにだって天使はいる」公演
- 夢のdead body
- 何度も狙え!
- おNEWの上履き
- この世界が雪の中に埋もれる前に
- ジッパー

## 作品
|   | 曲名             | アーティスト名       | 作詞                         | 作曲                         | 備考                                                               |
| - | ---------------- | -------------------- | ---------------------------- | ---------------------------- | ------------------------------------------------------------------ |
| 1 | 恋するRibbon!    | HKT48 村重選抜       | 田中菜津美 外山大輔 福田貴訓 | 坂本愛玲菜 外山大輔 福田貴訓 |                                                                    |
| 2 | もっと、きっと。 | ガチンコ☆            | 坂本愛玲菜                   | 太田雄大                     | 振付：牧野アンナ                                                   |
| 3 | カギトナル       | HKT48 劇団ごりらぐみ | 豊永阿紀                     | 坂本愛玲菜                   | HKT48、劇団はじめます。（略称：劇はじ） 『不本意アンロック』主題歌 |

## 出演

### テレビ番組
- 西川貴教の僕らの音楽（2018年6月28日、フジテレビNEXT） - ガチンコ☆として[19]
- オケハザマってなんですか?〜What is OKEHAZAMA〜（2020年10月6日 - 2022年6月29日、RKB毎日放送） - アルバイト店員役でレギュラー出演

### 舞台
- 舞台「こりゃもてんばい2」（2022年8月9日 - 14日、ぽんプラザホール（福岡市祇園音楽・演劇練習場））[20]
- 舞台NBO presents「GARAKUTADAKARA、」（2024年11月13日 - 17日、ザ・ポケット）[21]

### ラジオ番組
- 坂本愛玲菜のオケハザマってなんですか?（2024年1月20日 - 、RKBラジオ） - メインパーソナリティとしてレギュラー出演
- 坂本愛玲菜と「ある音楽」（2024年12月21日 - 2025年3月29日、RKBラジオ）[22]

### ライブ・イベント
- GIRLS' FACTORY NEXT DAY.3（2018年7月14日、Zepp Tokyo） - ガチンコ☆として[17]
- ガチンコ3×ガチンコ☆コンサート「ガチンコ3の7」（2019年5月16日、Mt.RAINIER HALL SHIBUYA PLEASURE PLEASURE） - ガチンコ☆として[23]
- あいらもえか ギブソン×マーチン初舞台（2019年6月7日、フジテレビマルチシアター） 
あいらもえかと共に『ガチンコ3/5』として「空耳ロック」「もっと、きっと。」「繋ぐ未来に」を歌唱[24]。

### 配信
- GIRLS' FACTORY NEXT DAY.4（2020年3月13日、GuuGoo Musicチャンネル）
豊永阿紀と共に「空耳ロック」「革命デュアリズム」、公野、豊永と共に『もっと、きっと。」を歌唱[25]。